# 酋耳

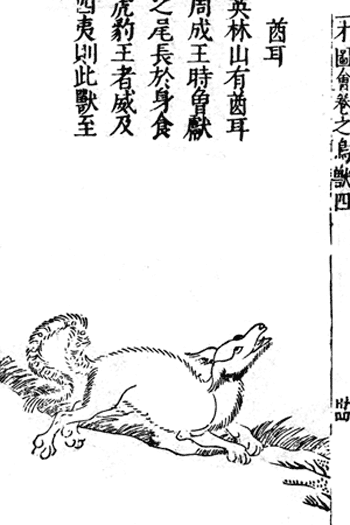
『三才図会』より「酋耳」

酋耳（しゅうじ）とは古代中国の伝説上の生き物。大きな虎のようなすがたをしているとされる。

## 概要
見た目は虎のようで体はとても大きく尾もとても長いが、決して生きた獣を捕食しないという。ただし、虎や豹を目にすると態度は変わり必ず襲ってそれを殺すと伝えられていた。狩り捕った虎や豹は食べるとされる場合もあるが、酋耳は狩るのみでその肉を食べたりはしないとも語られる。
『三才図会』では、王者の威勢が四夷に及んだ際に世に出現する獣であるとされている。『逸周書』「王会」の解では各地から贈られて来ためずらしい禽獣魚介のうちのひとつとして贈られていることが記されているが、これを献上している央林（『三才図会』では「英林山」とされている）については西の方角に属する地である以外にはあまり詳しく分かっていない。
同様に獣を捕食しないとされる中国に伝わる霊獣には騶虞（すうぐ）というものもあり、そちらは仁獣とされている。性質が似通っていることから同じ霊獣と見られたり、混同が行われて来ており「虎や豹を見ると狩るが、食べない」と言われたりする点や「長い尾が特徴である」とされる点など互いの属性がまじりつつ伝わっている面もある。